# Hochschule der Künste Sichuan
Die Hochschule der Künste Sichuan (chinesisch 四川美术学院, Pinyin Sìchuān Měishù Xuéyuàn), im englischen Sprachraum als Sichuan Fine Arts Institute bekannt, ist eine Kunsthochschule in der südwestchinesischen Stadt Chongqing. Sie wurde 1940 gegründet und gilt als eines der acht berühmten chinesischen Kunsthochschulen.

## Bekannte Studenten/Professoren
- Xie Nanxing, Student